# Amor e Música (canção de Dominó)
"Amor e Música" é uma canção do grupo de música pop brasileiro Dominó, incluída em seu álbum autointitulado de 1986. Designada como terceiro single promocional de Dominó, a faixa procede a bem-sucedida difusão radiofônica do single "Jura de Amor", também do mesmo ano.
"Amor e Música" é uma versão em português, feita por Edgard Poças, da canção "La musica", composta por Javier Losada, Luis Gómez Escolar, Mariano Pérez originalmente em espanhol. A música original deu nome ao single e ao álbum da banda espanhola Mocedades que foram lançados em 1983, com bastante êxito. O álbum foi um dos trabalhos mais bem sucedidos da banda, atingiu a posição de número 1 na parada musical da Espanha e permaneceu trinta e três semanas na lista, tornando-se o terceiro álbum mais vendido de 1984 no país.
Durante os trabalhos de divulgação, o grupo Dominó cantou o cover em um número substancial de programas de TV, como em um especial de televisão da Rede Bandeirantes, exibido em 3 de agosto de 1986, e dirigido por Marcos A. Zago. Além disso, a canção era performada ao vivo nos shows da turnê que percorreu várias cidades brasileiras.
De acordo com o Jornal dos Sports, edição de 6 de setembro de 1986, a música se tornou uma das mais executadas nas rádios de todo o Brasil.

## Lista de faixas
- Créditos adaptados do single de "Amor e Música".[11]

### Single 12"
Lado A
| N.º | Título                      | Compositor(es)                                                   | Duração |  |
| 1.  | "Amor E Música (La Musica)" | Pérez, Javier Losada, Luis Gómez Escolar, versão de Edgard Poças | 3:29    |  |

Lado B
| N.º | Título                      | Compositor(es)                                      | Duração |  |
| 1.  | "Amor E Música (La Musica)" | Pérez, J. Losada, L. G. Escolar, versão de E. Poças | 3:29    |  |